# Piotr Todorovski
Piotr Iefimovitx Todorovski (rus: Пётр Ефи́мович Тодоро́вский, ucraïnès: Петро Юхимович Тодоровський, 26 d'agost de 1925 - 24 de maig de 2013) va ser un director de cinema, guionista i director de fotografia rus. El seu fill Valeri Todorovski també és director de cinema.

## Carreres professionals
Todorovski es va unir a l'Exèrcit Roig durant la Segona Guerra Mundial i va aprofitar les seves experiències bèl·liques per a diverses pel·lícules, inclosa Rio-Rita (2008). A la dècada de 1950, va treballar com a director de fotografia per a Marlen Khutsiev. Li agradava tocar la guitarra i va compondre cançons per a algunes de les seves pel·lícules.
Els melodrames de la dècada de 1980 de Todorovski li van guanyar una àmplia popularitat a la Unió Soviètica. S'han descrit com a "comèdies delicioses sense pretensions, alhora humorístiques i commovedores".
La seva pel·lícula Interdevotxka (1989) va ser la primera pel·lícula soviètica sobre la prostitució i va causar força enrenou. La seva propera pel·lícula Ankor, eixtxo ankor! (1992) presenta una imatge ombrívola de la prostitució moral en una ciutat guarnició provincial avorrida.

## Premis
Todorovski va ser nomenat Artista del Poble de Rússia el 1985. Ankor, eixtxo ankor! va guanyar el Premi Nika de 1992 a la millor pel·lícula. Voenno-polevoi roman (1983) va ser nominada a l'Oscar a la millor pel·lícula de parla no anglesa. També es va presentar al 34è Festival Internacional de Cinema de Berlín, on Inna Churikova va guanyar l'Os de Plata a la millor actriu.

## Filmografia
- Vesna na Zaretxnoi ulitse (1956)
- Nikogda (1962)
- Vernost (1965)
- Fokusnik (1967)
- Gorodskoi romans (1970)
- Bil mesiats mai (1970)
- Posledniaia jertva (1975)
- Voenno-polevoi roman (1983)
- Liubimaia jenixtxina mekhanika Gavrilova (1981)
- Po glavnoi oulitse s orkestrom (1986)
- Interdevotxka (1989)
- Ankor, eixtxo ankor! (1992)
- Kakaia txudnaia igra (1995)
- Retro vtroiom (1998)
- Jizn' zabavami polna (2001)
- Riorita (2008)